# Vívás az 1972. évi nyári olimpiai játékokon
Az 1972. évi nyári olimpiai játékokon a vívás az 1960-as római olimpia óta kialakult szokás szerint nyolc versenyszámból állt. Férfi vívásban egyéni és csapatversenyt tartottak mindhárom fegyvernemben, női vívásban csak tőr egyéni és csapatverseny szerepelt a programban.

## Éremtáblázat
(A magyar csapat eltérő háttérszínnel, az egyes számoszlopok legmagasabb értéke, vagy értékei vastagítással kiemelve.)
| Az 1972. évi nyári olimpiai játékok éremtáblázata vívásban | Az 1972. évi nyári olimpiai játékok éremtáblázata vívásban | Az 1972. évi nyári olimpiai játékok éremtáblázata vívásban | Az 1972. évi nyári olimpiai játékok éremtáblázata vívásban | Az 1972. évi nyári olimpiai játékok éremtáblázata vívásban | Olimpia  |
| ---------------------------------------------------------- | ---------------------------------------------------------- | ---------------------------------------------------------- | ---------------------------------------------------------- | ---------------------------------------------------------- | -------- |
|                                                            | Ország                                                     | Arany                                                      | Ezüst                                                      | Bronz                                                      | Összesen |
| 1.                                                         | Magyarország (HUN)                                         | 2                                                          | 4                                                          | 2                                                          | 8        |
| 2.                                                         | Szovjetunió (URS)                                          | 2                                                          | 2                                                          | 3                                                          | 7        |
| 3.                                                         | Lengyelország (POL)                                        | 2                                                          | 0                                                          | 0                                                          | 2        |
| 3.                                                         | Olaszország (ITA)                                          | 2                                                          | 0                                                          | 0                                                          | 2        |
|                                                            |                                                            |                                                            |                                                            |                                                            |          |
| 5.                                                         | Franciaország (FRA)                                        | 0                                                          | 1                                                          | 2                                                          | 3        |
| 6.                                                         | Svájc (SUI)                                                | 0                                                          | 1                                                          | 0                                                          | 1        |
|                                                            |                                                            |                                                            |                                                            |                                                            |          |
| 7.                                                         | Románia (ROU)                                              | 0                                                          | 0                                                          | 1                                                          | 1        |
|                                                            |                                                            |                                                            |                                                            |                                                            |          |
| Összesen                                                   | Összesen                                                   | 8                                                          | 8                                                          | 8                                                          | 24       |

## Érmesek

### Férfi
| Az 1972. évi nyári olimpiai játékok férfi érmesei vívásban | | | |
| Versenyszám                                                | Arany | Ezüst | Bronz |
| tőr, egyéni                                                | Witold Woyda · Lengyelország (POL)                                                                                 | Kamuti Jenő · Magyarország (HUN)                                                                                       | Christian Noël · Franciaország (FRA)                                                                            |
| kard, egyéni                                               | Viktor Szigyak · Szovjetunió (URS)                                                                                 | Marót Péter · Magyarország (HUN)                                                                                       | Vlagyimir Nazlimov · Szovjetunió (URS)                                                                          |
| párbajtőr, egyéni                                          | Fenyvesi Csaba · Magyarország (HUN)                                                                                | Jacques Ladègaillerie · Franciaország (FRA)                                                                            | Kulcsár Győző · Magyarország (HUN)                                                                              |
| tőr, csapat                                                | Lengyelország (POL) · Marek Dąbrowski · Jerzy Kaczmarek · Lech Koziejowski · Witold Woyda · Arkadiusz Godel        | Szovjetunió (URS) · Vlagyimir Gyenyiszov · Anatolij Kotyesev · Leonyid Romanov · Vaszil Sztankovics · Viktor Putyatyin | Franciaország (FRA) · Jean-Claude Magnan · Christian Noël · Daniel Revenu · Bernard Talvard · Gilles Berolatti  |
| kard, csapat                                               | Olaszország (ITA) · Michele Maffei · Mario Aldo Montano · Mario Tullio Montano · Rolando Rigoli · Cesare Salvadori | Szovjetunió (URS) · Viktor Bazsenov · Vlagyimir Nazlimov · Viktor Szigyak · Eduard Vinokurov · Mark Rakita             | Magyarország (HUN) · Gerevich Pál · Kovács Tamás · Marót Péter · Pézsa Tibor · Bakonyi Péter                    |
| párbajtőr, csapat                                          | Magyarország (HUN) · Erdős Sándor · Fenyvesi Csaba · Kulcsár Győző · Schmitt Pál · Osztrics István                 | Svájc (SUI) · Guy Evéquoz · Daniel Giger · Christian Kauter · Peter Lötscher · François Suchanecki                     | Szovjetunió (URS) · Viktor Modzolevszkij · Szergej Paramonov · Igor Valetov · Georgi Zažitski · Hrihorij Krissz |

### Női
| Az 1972. évi nyári olimpiai játékok női érmesei vívásban | |                                                                                                   | |
| Versenyszám                                              | Arany | Ezüst                                                                                             | Bronz |
| tőr, egyéni                                              | Antonella Ragno-Lonzi · Olaszország (ITA)                                                                               | Bóbis Ildikó · Magyarország (HUN)                                                                 | Galina Gorohova · Szovjetunió (URS)                                                                      |
| tőr, csapat                                              | Szovjetunió (URS) · Jelena Novikova · Galina Gorohova · Taccjana Szamuszenka · Alekszandra Zabelina · Svetlana Tširkova | Magyarország (HUN) · Bóbis Ildikó · Rejtő Ildikó · Tordasi Ildikó · Szolnoki Mária · Rónay Ildikó | Románia (ROU) · Jeneiné Gyulai Ilona · Ana Derșidan-Ene-Pascu · Stahl Jencsik Katalin · Szabó Orbán Olga |

## Magyar részvétel
Az olimpián tizenkilenc – tizennégy férfi és öt nő – vívó képviselte Magyarországot. Mindegyikük legalább egy versenyszámban az első négy között végzett. A magyar vívók összesen
- két első,
- négy második,
- két harmadik,
- egy negyedik és
- egy hatodik

helyezést értek el, és ezzel negyvenhat olimpiai pontot szereztek.
Az érmes magyar vívókon kívül pontszerző helyen végeztek:
- 4. helyezett:
  - férfi tőr csapat (Fenyvesi Csaba, Kamuti Jenő, Kamuti László, Marton István, Szabó Sándor)
- 6. helyezett:
  - Kovács Tamás, kard, egyéni

Nem került az első hat közé:
- Kamuti László, tőr egyéni
- Pézsa Tibor, kard egyéni
- Rejtő Ildikó, tőr egyéni
- Schmitt Pál, párbajtőr egyéni
- Szabó Sándor, tőr egyéni
- Szolnoki Mária, tőr egyéni